# عطر باران و آذرخش
عطر باران و آذرخش (به انگلیسی: The Scent of Rain and Lightning)، یک فیلم آمریکایی در ژانر درام به کارگردانی بلیک رابینز و محصول سال ۲۰۱۷ است. فیلم‌نامه این فیلم توسط جف رابیسون و کیسی تویینر بر اساس رمانی به همین نام نوشته نانسی پیکارد به رشته تحریر درآمده است. مگی گریس، مایکا مونرو، ویل پاتون، بانی بدیلیا و لوگان میلر از جمله بازیگران فیلم هستند.
عطر باران و آذرخش در تاریخ ۲۵ مارس ۲۰۱۷ اکران شد. فیلم با واکنش مثبت منتقدان همراه بود. وبسایت راتن تومیتوز، به فیلم امتیاز ۱۰۰٪ داد.